# 兵庫県立淡路夢舞台温室あわじグリーン館

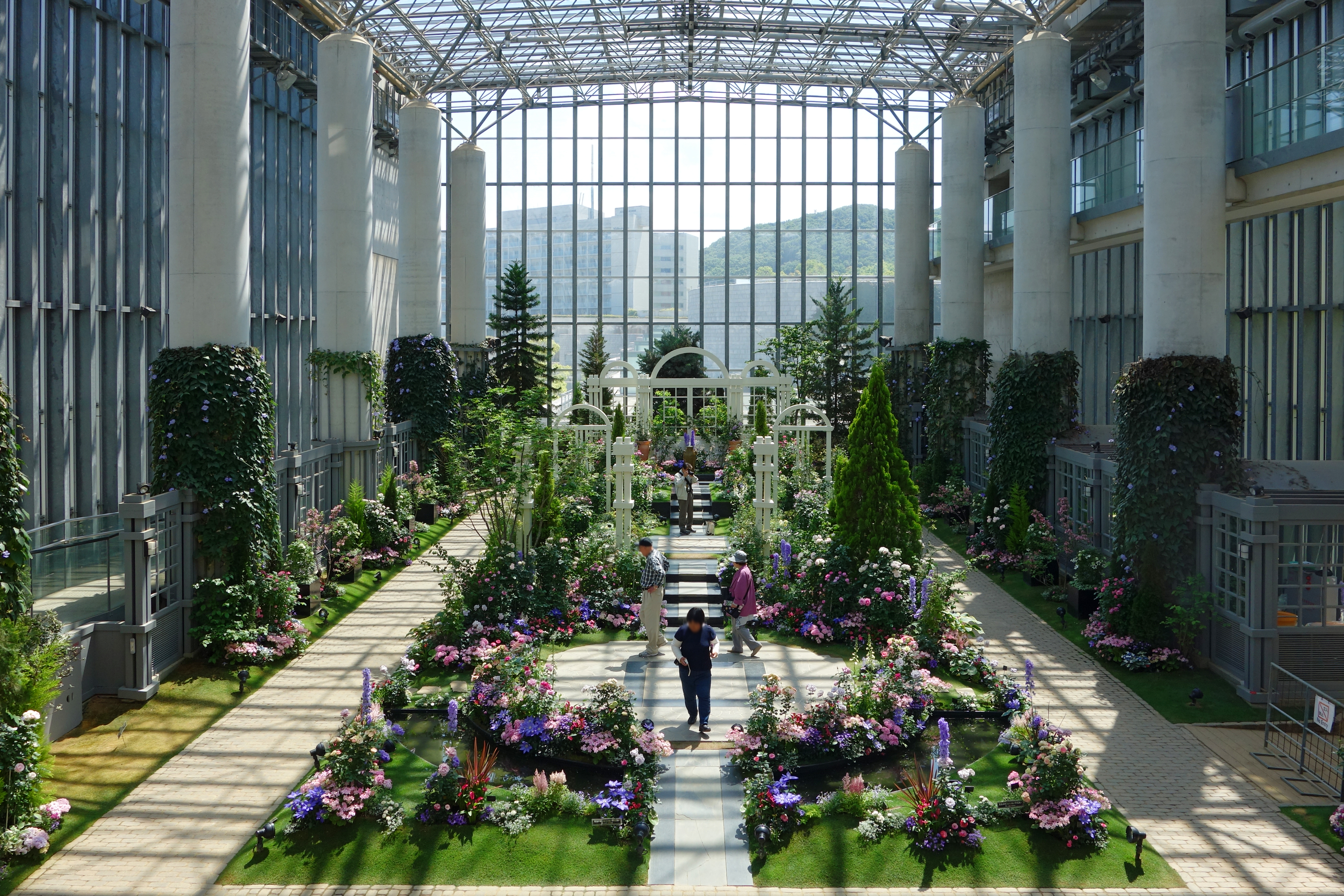
展示室

兵庫県立淡路夢舞台温室 あわじグリーン館（ひょうごけんりつあわじゆめぶたいおんしつ あわじグリーンかん）は、兵庫県淡路市にある淡路夢舞台内にある屋内植物園。
2021年9月18日に「奇跡の星の植物館」から「あわじグリーン館」に改称してリニューアルオープンした。

## 概要
2000年3月18日に「奇跡の星の植物館」として開館した。展示温室の延床面積は6,700m2で、咲くやこの花館（6,900m2）に次ぐ日本第2の規模。天井の高さがスケール感をさらに増している。館内は「共生文化ゾーン」と「花と緑の暮らしゾーン」で構成される。"感動創造"をメインテーマとする、芸術と緑花を融合させた新しいタイプの展示空間である。
2021年9月18日から淡路島一円で開催される「淡路花博20周年記念 花みどりフェア秋期」で淡路夢舞台がメイン会場となり、それに合わせてガーデン・キャッスルなどの展示施設を新設して、名称を「あわじグリーン館」に改めた。

## 施設
- 展示室1 「みどりのちょうこく」 - 多肉植物を中心に展示
- 展示室2 「しきさいのにわ」 - 熱帯〜亜熱帯植物を展示
- 展示室3 「くらしのみどり」 - 生活の中の植物を中心に展示
- 展示室4 「しんかのにわ」 - オーストラリアのジュラシックツリーを展示
- 展示室5 「にぎわいのにわ」
- ひかげのにわ
- テラス
- アトリウム
- 特別展示室

## 建物概要
- 設計 - 安藤忠雄
- 展示基本計画・造園・植栽計画 - 辻本智子
- 竣工 - 2000年
- 建築主 - 兵庫県
- 所在地 - 兵庫県淡路市東浦町夢舞台4

## 利用情報
- 営業時間 - 10:00～18:00（入館は17:30まで）
- 休館日 - 7月と11月の第二木曜日

## 交通
- 山陽新幹線 新神戸駅からバス60分（三ノ宮駅・舞子駅経由）、「淡路夢舞台前」下車すぐ

## 周辺情報
- 淡路島国際公園都市
  - 淡路夢舞台
    - 兵庫県立淡路夢舞台国際会議場
    - ウェスティンホテル淡路 リゾート＆コンファレンス
    - 百段苑

  - 国営明石海峡公園（淡路地区）
  - 兵庫県立淡路島公園
  - 淡路ハイウェイオアシス
  - 兵庫県立あわじ花さじき
  - 淡路景観園芸学校
  - 淡路交流の翼港

## 関連作品
- 天野月子のベストアルバム『デラックスカタログ』のジャケット撮影はここで行われた。
- よるドラ『閻魔堂沙羅の推理奇譚』 第2回、第6回~第8回（2020年11月7日、12月5日~19日）、NHK総合テレビジョン）。「閻魔堂」の内部として撮影された[2]。